# Leonora Baroni
Leonora Baroni, född i december 1611, död 6 april 1670, var en italiensk sångare, musiker (teorbist, lutspelare och violinist) och kompositör. 
Som dotter till sångaren Adriana Basile och Muteo Baroni och syster till Caterina Baroni uppträdde hon med sin mor och syster vid familjen Gonzagas hov i Mantua och turnerade i Italien och beundrades både för sin talang som musiker som sin lärdom och fina sätt. Baroni uppträdde 1633–1640 i salongen på Palazzo Barberini, och var från 1645 kammarsångare i Rom. 1644–1654 uppträdde hon för Anna av Österrike vid det franska hovet men blev inte särskilt populär. Ingen av hennes kompositioner finns bevarade.     
Hon var föremål för poem av Fulvio Testi, Francesco Bracciolini, Annibale Bentivoglio och påven Clement IX, vilka publicerades i Applausi poetici alle glorie della Signora Leonora Baroni 1639, samt en serie epigram av John Milton, Ad Leonoram Romae canentem. 
Baroni gifte sig 27 maj 1640 med Giulio Cesare Castellani, sekreterare till kardinal Francesco Barberini.